# Danny Herman
 (juillet 2025).
Si vous disposez d'ouvrages ou d'articles de référence ou si vous connaissez des sites web de qualité traitant du thème abordé ici, merci de compléter l'article en donnant les références utiles à sa vérifiabilité et en les liant à la section « Notes et références ».
 (août 2025).
- Si vous ne connaissez pas le sujet, laissez ce bandeau (vous pouvez alors contacter les auteurs).
- Si vous supprimez le contenu mis en cause (vous pouvez préalablement contacter les auteurs),

argumentez précisément cette suppression dans la page de discussion
(un manque de référence n'est pas un argument ; une recherche réelle de référence doit avoir été effectuée, être formellement documentée).
Pour les articles homonymes, voir Herman.
Danny Herman, né le 3 février 1966, à Anvers, en Belgique, est un ancien joueur professionnel de basket-ball belge, actif de 1990 à 2003, qui évolue au poste d'arrière. Il est connu pour sa longue carrière dans la plus haute ligue de basket-ball belge, où il joue pas moins de 17 saisons. Il joue au total 517 matches en première division, marquant ainsi de son empreinte le basket-ball belge. Avant cela, il joue pour Opel Merksem (Maes Pils Mechelen) de 1984 à 1988.

## Biographie
Danny Herman aest un élément essentiel des équipes où il évolue, remportant le championnat de Belgique à cinq reprises. Il remporte également la Coupe de Belgique à trois reprises.
Herman également joue un rôle important au niveau européen, avec 101 matches européens disputés.
Il représente la Belgique lors de tournois internationaux et a joué 57 matches pour l'équipe nationale. Ainsi, il participe au championnat d'Europe à Berlin où la sélection termine à la douzième place. Lors des trois éditions suivantes, il participe aux qualifications mais la Belgique ne parvient pas à se qualifier.
Après sa carrière active dans le basket-ball, Danny Herman est resté impliqué dans le monde du sport en partageant ses connaissances et son expérience en tant qu'entraîneur.

## Statistiques

### Performances individuelles
Herman est connu pour ses excellentes capacités de tir, en particulier depuis la ligne des trois points. Il a réalisé un total de 1 498 tirs à trois points au cours de sa carrière et a remporté 25 concours de tirs à trois points.
L'un de ses talents les plus remarquables est sa précision sur la ligne des lancers francs, avec un pourcentage impressionnant de 92 % sur l'ensemble de sa carrière. Lors d'un tournoi international en Sicile, il a réalisé 40 lancers francs consécutifs sans en manquer un seul en l'espace de deux minutes, un exploit qui souligne son habileté et sa concentration.
En 1994, Herman reçoit le titre de Magic Player of the Year, en reconnaissance de ses compétences exceptionnelles et de sa contribution au basket-ball belge.